# غوستاف جيكييه
غوستاف جيكييه (14 أغسطس 1868 – 24 مارس 1946)، عالم مصريات سويسري وأحد أوائل علماء الآثار الذين أجروا حفريات في المدن الفارسية القديمة، الواقعة في إيران حاليًا. شارك في بعثة جاك دي مورغان إلى سوسة عام 1901، التي أسفرت عن اكتشاف شريعة حمورابي الشهيرة، والمحفوظة اليوم في متحف اللوفر.
بدأ جيكييه مسيرته العلمية تحت إشراف عالمي المصريات غاستون ماسبيرو وجاك دي مورغان، وركز أبحاثه على فترة ما قبل الأسرات. ساهم في العديد من مشاريع التنقيب الكبرى برعاية المجلس الأعلى للآثار.
شملت أعماله الأثرية التنقيب في مواقع بارزة مثل سقارة، حيث عمل على هرم قا كا رع ايبي وهرم خنجر، بالإضافة إلى مواقع أخرى في دهشور، واللشت، ومزغونة.
لعبت دراساته حول نصوص الأهرام دورًا مهمًا في تطوير فهم النصوص الدينية المصرية القديمة.

## منشورات
| الرقم المتسلسل | العنوان الأصلي (الفرنسية) | المنشورات (العربية)                                                                                         | سنة النشر   | دار النشر                     |
| -------------- | --- | --- | ----------- | ----------------------------- |
| 1              | Mémoire sur les fouilles de Licht | (بالاشتراك مع J.E. Gautier) مذكرة حول حفريات اللشت                                                          | 1902        | غير محدد                      |
| 2              | Monuments pour servir à l'étude du culte d'Atonou en Égypte I                                                                                     | بالاشتراك مع جورج لوغران وأوربان بوريان، آثار لدراسة عبادة آتون في مصر - الجزء الأول                        | 1903        | غير محدد                      |
| 3              | Décoration égyptienne, plafonds et frises végétales du Nouvel Empire thébain (1400-1000 av. J.-C.)                                                | الزخرفة المصرية: الأسقف والشرائط النباتية في الدولة الحديثة في طيبة (1400-1000 ق.م)                         | 1911        | غير محدد                      |
| 4              | Histoire de la civilisation égyptienne des origines à la conquête d'Alexandre, 1913; réédition                                                    | تاريخ الحضارة المصرية من البدايات حتى غزو الإسكندر؛ إعادة إصدار                                             | 1913 / 1923 | غير محدد                      |
| 5              | Les Temples memphites et thébains des origines à la XVIIIe dynastie                                                                               | المعابد المنفية والطيبية من البدايات حتى الأسرة الثامنة عشرة                                                | 1920        | غير محدد                      |
| 6              | Les Temples ramessides et saïtes de la XIXe à la XXXe dynastie                                                                                    | المعابد الرمسيسية والصاوية من الأسرة التاسعة عشرة حتى الأسرة الثلاثين                                       | 1922        | غير محدد                      |
| 7              | Le mastabat Faraoun : douze ans de fouilles à Saqqarah                                                                                            | مصطبة الفرعون: اثنا عشر عامًا من الحفريات في سقارة                                                           | 1928        | غير محدد                      |
| 8              | La Pyramide d'Oudjebten | هرم أودجيبتن                                                                                                | 1928        | غير محدد                      |
| 9              | Deux pyramides du moyen empire | هرمان من الدولة الوسطى                                                                                      | 1932        | غير محدد                      |
| 10             | Les pyramides des reines Neit et Apouit, Fouilles à Saqqarah                                                                                      | أهرامات الملكتين نيت وأبوويت - حفريات في سقارة                                                              | 1933        | غير محدد                      |
| 11             | La pyramide d'Aba | هرم أبا | 1935        | غير محدد                      |
| 12             | Rapport préliminaire sur les travaux exécutés en 1935-1936 dans la partie méridionale de la nécropole memphite                                    | تقرير أولي عن الأعمال المنفذة في 1935-1936 في الجزء الجنوبي من جبانة منف                                    | 1936        | ASAE                          |
| 13             | Le monument funéraire de Pépi II, volume I. : Le tombeau royal, 1936 ; volume II. : Le temple, 1938 ; volume III. : Les approches du temple, 1940 | النصب الجنائزي لبيبي الثاني، المجلد الأول: القبر الملكي؛ المجلد الثاني: المعبد؛ المجلد الثالث: مداخل المعبد | 1936-1940   | المعهد الفرنسي للآثار الشرقية |
| 14             | Douze ans de fouilles dans la nécropole memphite, 1924-1936                                                                                       | اثنا عشر عامًا من الحفريات في جبانة منف، 1924-1936                                                           | 1940        | جامعة نوشاتيل                 |
| 15             | Armorial neuchâtelois. Avec la collaboration de Gustave Jéquier, Neuchâtel, La Baconnière                                                         | (بالاشتراك مع ليون وميشيل جيكييه) دليل شعارات النبالة في نوشاتيل، بالتعاون مع غوستاف جيكييه                 | 1941–1944   | لا باكونيير                   |
| 16             | Considérations sur les religions égyptiennes, Neuchâtel, La Baconnière                                                                            | تأملات حول الديانات المصرية                                                                                 | 1946        | لا باكونيير                   |